# Route militaire d'Ossétie

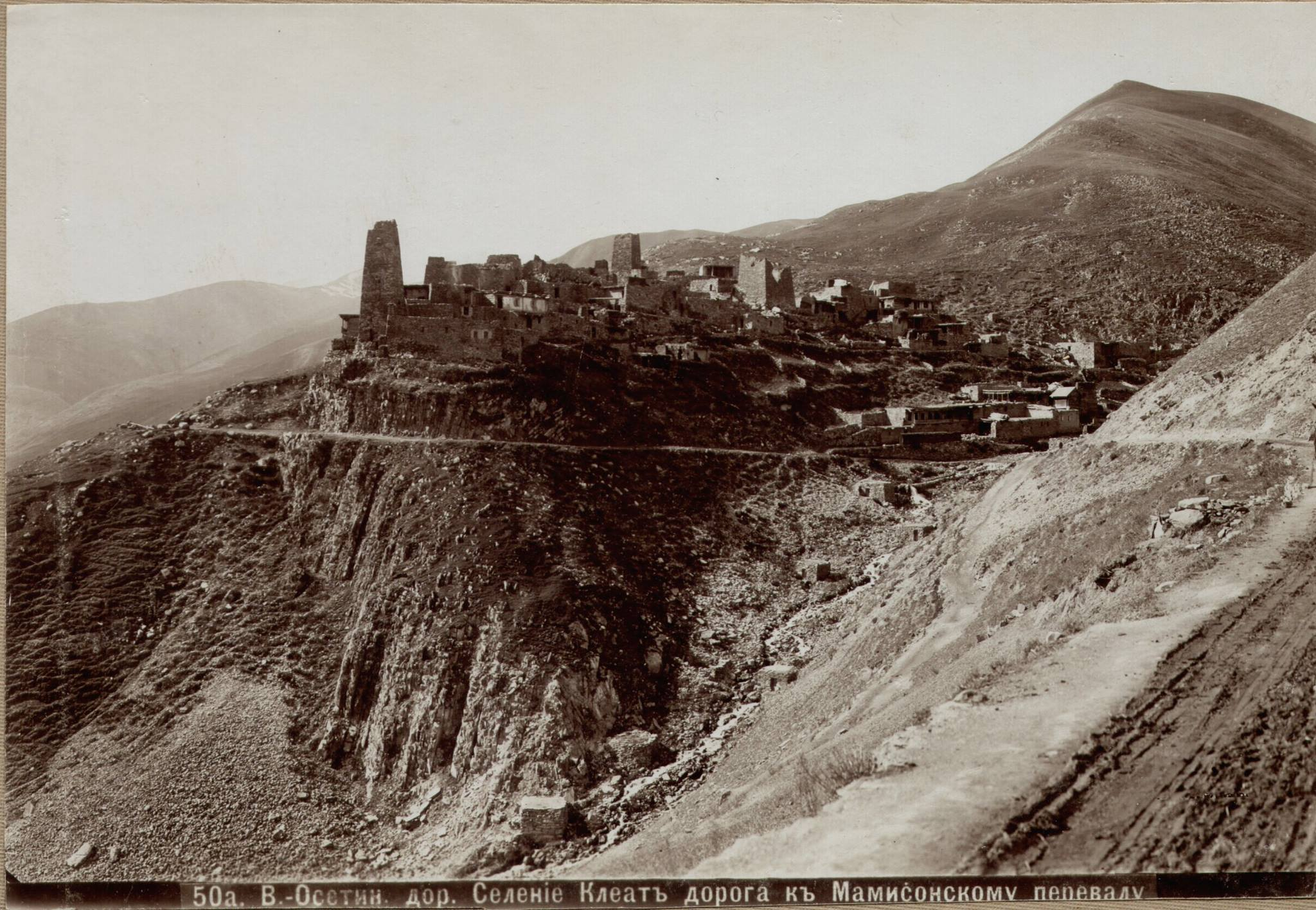
Village de Kleat sur la route militaire d'Ossétie.

La route militaire d'Ossétie (en russe : Военно-Осетинская дорога, Voïenno-Ossetinskaïa doroga) est une voie de communication du Caucase.
Cette route, d'une longueur de 270 kilomètres, fut construite à l'époque de la Russie impériale, entre 1854 et 1889 et traverse le massif montagneux du Grand Caucase.
Elle relie la ville de Koutaïssi en Géorgie à Alaguir en Ossétie du Nord-Alanie, république autonome de la fédération de Russie.
Elle traverse la vallée de la rivière Rioni et franchit le col Mamison à 2 911 m d'altitude.
Cette route est aujourd'hui supplantée par la route transcaucasienne qui relie Alaguir (Ossétie du Nord) à Tskhinvali (Ossétie du Sud). Le passage de la frontière Russie / Géorgie par cette route est fermé depuis le conflit de 2008 en Ossétie du Sud. 